# André Mann

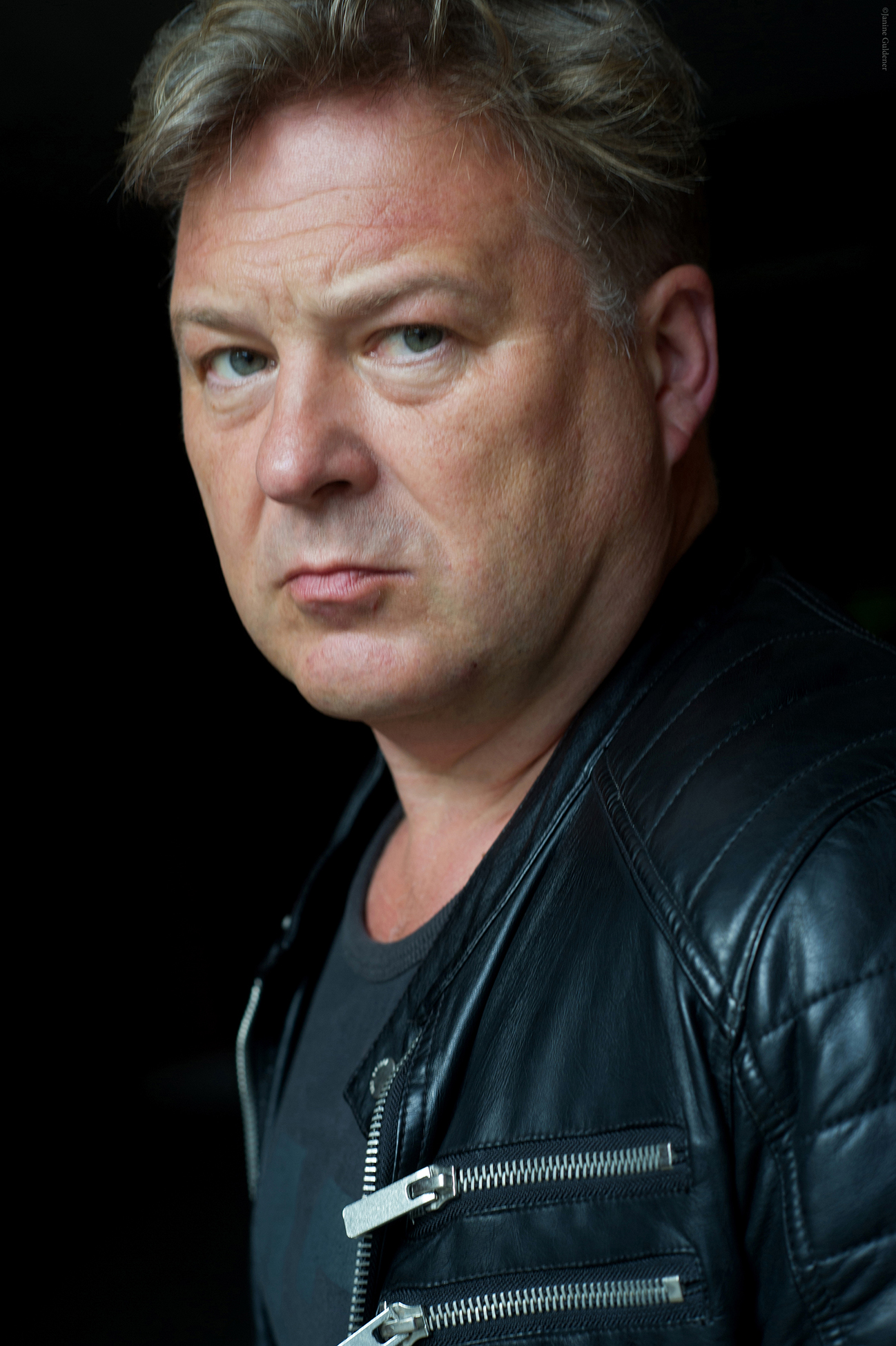
André Mann, Porträt 2023

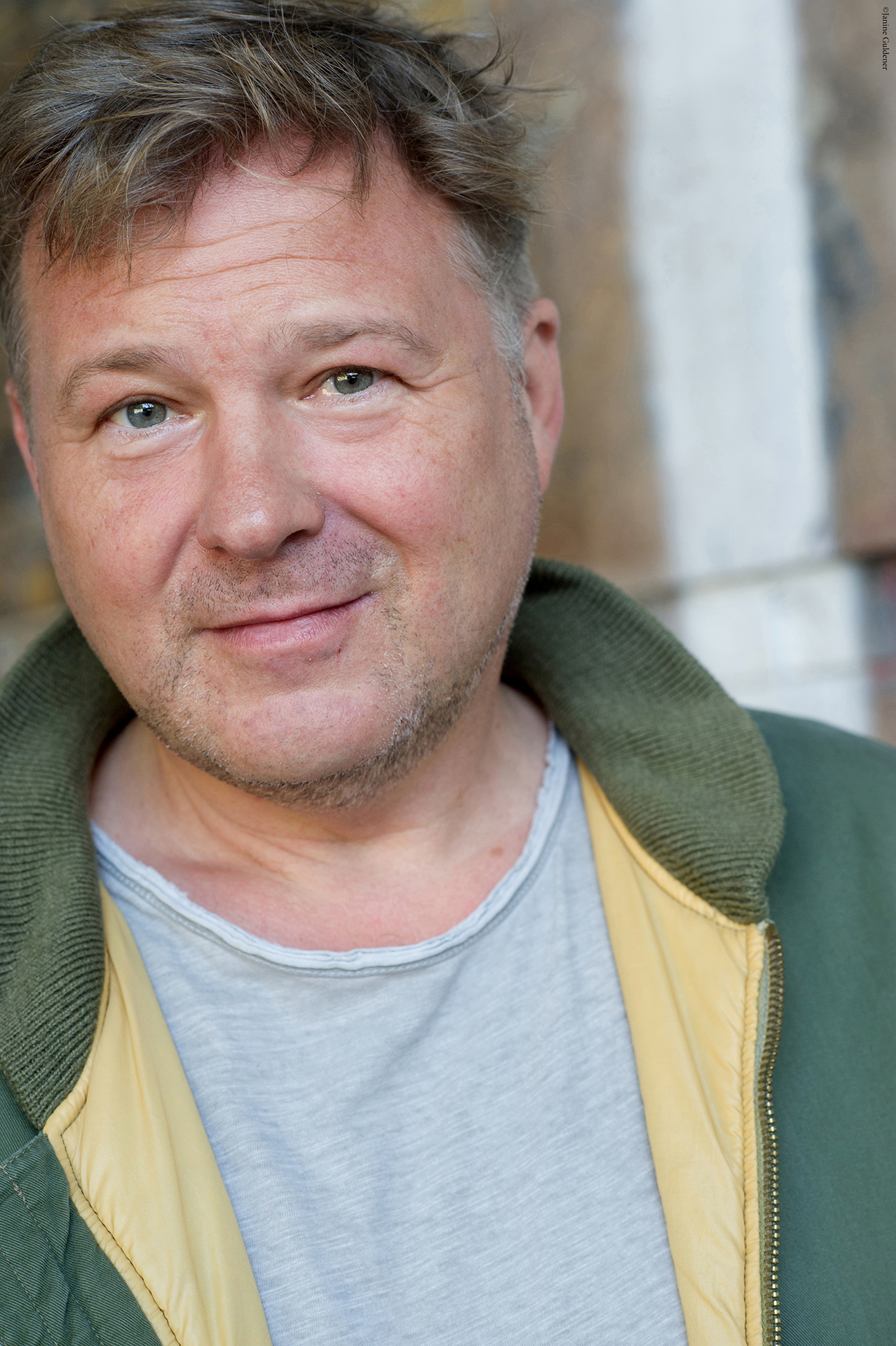
André Mann (2023)

André Mann, bürgerlicher Name André Klöhn (* 30. Oktober 1970 in Dinslaken) ist ein deutscher Theater-, Filmschauspieler und Synchronsprecher.

## Leben
André Mann wurde als Sohn eines Maschinenbauingenieurs und einer Einzelhandelskauffrau in Dinslaken geboren. Seine Kindheit verbrachte er in Duisburg-Kaiserberg, unterbrochen von einem Jahr als Austauschschüler in Chicago. Von 1993 bis 1997 absolvierte er, unter den Dozenten Jutta Hoffmann, Monika Bleibtreu und anderen, an der Hochschule für Musik und Theater Hamburg (HfMT), der heutigen Theaterakademie Hamburg, erfolgreich die Schauspielausbildung. Nach der Ausbildung hatte André Mann von 1997 bis 2001 ein Engagement am Landestheater Detmold. In einer von den Kritikern besonders hervorgehobenen Inszenierung spielte er an der Seite von Ute Lubosch den Bruno Mechelke in Gerhart Hauptmanns Drama Die Ratten.
2015 arbeitete André Mann als einer der ersten deutschen Schauspieler mit Ivana Chubbuck zusammen.
Seine Vorliebe für Charakterrollen spiegelt sich unter anderem in seinen Arbeiten mit Thomas Thieme in der ZDF-Verfilmung Uli Hoeneß – Der Patriarch sowie dem ARD-Doku-Drama Die Affäre Borgward unter der Regie von Marcus O. Rosenmüller wieder. André Mann verkörpert in Die Affäre Borgward den Wirtschaftsminister der Hansestadt Bremen, Karl Eggers. Verantwortlich für die Redaktion zeichneten sich Silke Schütze und Eric Friedler vom NDR.
Darüber hinaus ist er regelmäßig in der deutschen Film- und Fernsehlandschaft tätig. So zum Beispiel in Serien wie Das Alphateam, Wolffs Revier, Verbotene Liebe, Unter uns, Küstenwache, Die Rettungsflieger, Letzte Spur Berlin, Soko Wismar und Familie Dr. Kleist.

## Privatleben
André Mann, geborener Klöhn, nahm 2018 den Künstlernamen Mann an, er lebt in seiner Wahlheimat Berlin-Schöneberg.

## Filmografie (Auswahl)
- 1996: Das Alphateam (TV; Regie: Sebastian Monk)
- 1997: Wolfs Revier[5] (TV; Regie: Ralph Bohn)
- 1997: Verbotene Liebe (TV; Regie: Sebastian Monk)
- 1998: Benzin im Blut (TV; Regie: Ralph Bohn)
- 2000: Bronski & Bernstein (TV; Regie: Siggi Rothemund)
- 2001: Die Anrheiner (TV; Regie: Thomas Klees)
- 2002: Die Ermittler (TV; Regie: Nils Willbrandt)
- 2002: Unter uns[5] (TV; Regie: Marcus Weiler)
- 2004: Küstenwache[5] (TV; Regie: Florian Froschmayer)
- 2005: Die Gerichtsmedizinerin (TV; Regie: Ulli Baumann)
- 2006: Die Rettungsflieger (TV; Regie: Donald Krämer)
- 2007: Küstenwache (TV; Regie: Raoul Heimrich)
- 2013: Morden im Norden[5] (TV; Regie: Oliver Dommenget)
- 2015: Uli Hoeneß – Der Patriarch[2] (TV; Regie: Christian Twente)
- 2015: Letzte Spur Berlin[5] (TV; Regie: Thomas Nennstiel)
- 2015: SOKO Wismar[5] (TV; Regie: Steffi Döhlmann)
- 2018: Familie Dr. Kleist (TV; Regie: Oliver Dommenget)
- 2018: Die Affaire Borgward[3][4] (TV; Regie: Marcus O. Rosenmüller)
- 2018: SOKO Wismar (TV; Regie: Esther Wenger)
- 2018: Losers, I love (Spielfilmteaser, Regie: Stefano Casertano)
- 2020: GZSZ (TV; Regie Seyhan Derin)
- 2023: Aktenzeichen XY ungelöst – Folge: Schlüsselkind (TV; Rolle: Holger Brand; Regie: Uli Möller)
- 2023: Münter & Kandinsky (Kinofilm; Regie: Marcus O. Rosenmüller)
- 2023: Tales of the Marches (Kurzfilm; Regie: Stefano Casertano)
- 2023: Das Küstenrevier (aka Das Küstenkommisariat; Regie: Lutz von Sicherer)
- 2023: Sexbeat (Musikvideo – Regie: Annegret von Feiertag)
- 2024: Vogelfrey – Ein Schwarzwaldkrimi – Regie: Marcus O. Rosenmüller
- 2024: Münter & Kandinsky

## Theaterrollen (Auswahl)
- 1997: Verwaltungschef / Diplomabschlussinszenierung Nach dem Regen / Theatertreffen Zürich / Regie: Klaus Tews
- 1997: Koloss / Klassenfeind / Theater in der Basilika Hamburg / Regie: Josef Lieck
- 1997–1998: Barry / Eins auf die Fresse / Studio des Landestheater Detmold / Regie: Enrico Urbanek
- 1997–1998: Ensemble / Das Leben des Galilei / Landestheater Detmold / Regie: Ulf Reiher
- 1997–1998: Shir Khan / Das Dschungelbuch / Landestheater Detmold / Regie: Enrico Urbanek
- 1998–1999: Ensemble / Dornröschen / Landestheater Detmold / Regie: Ulrich Holle
- 1998–2000: Borachio / Viel Lärm um nichts / Landestheater Detmold / Regie: Ulrich Holle
- 1998–2000: Pavli / Sorbas / Landestheater Detmold / Regie: H. Thoniess
- 1999–2000: Damis / Tartuffe / Landestheater Detmold / Regie: Ulrich Holle
- 2000–2001: Bruno Mechelke / Die Ratten / Landestheater Detmold / Regie: Michael von Oppen
- 2000–2001: Peer Gynt / Peer Gynt / Landestheater Detmold / Regie: Merle Terj
- 2004–2005: Jonny / Rund um Cap Horn / Volkstheater Geisler / Regie: Tommy Geissler
- 2012: Hauptinspector Hallet / Geschäft Mord / Theater Partout Lübeck / Regie: Ulli Sandau
- 2012–2013: Kommissar Bitter / Der Bienenstich / IKS Theater Hamburg / Regie: Dieter Warzawa
- 2014: Roman Hansen / Denn sie lieben und wissen nichts / Stadttheater Lüneburg, Theater der Neuen Welt / Regie: Rüdiger Kunze